# Constituția Maliului
Constituția Maliului din 1992 a fost aprobată printr-un referendum la 12 ianuarie 1992, după ce a fost elaborată în urma unei conferințe naționale în august 1991. Constituția prevede sistemul multipartit în cadrul unui sistem semi-prezidențial.
A fost suspendată după lovitura de stat militară din 2012 și apoi în 2013.

## Context
Constituția inițială maliană a fost abrogată la 6 decembrie 1968 după o lovitură de stat militară și înlocuită cu o nouă lege fundamentală. O nouă constituție adoptată în 1974, după un referendum care a avut loc la 2 iunie 1974, a creat un stat cu un singur partid, schimbând astfel statul care avea o conducere militară. Această constituție a durat până la înlăturarea lui Moussa Traoré printr-o lovitură de stat în 1991.
Noul regim sub Amadou Toumani Touré a dorit să creeze o conferință națională care să elaboreze noua constituție în august 1991. Această constituție a fost aprobată prin referendum la 12 ianuarie 1992, peste 98% dintre cei care au votat aprobând Constituția.

## Caracteristici
În conformitate cu constituția, președintele este șeful statului și șeful forțelor armate. Este ales pentru un mandat de cinci ani, cu o limită de două mandate, și numește premierul ca șef al guvernului. Prim-ministrul răspunde în fața Adunării Naționale din Mali și poate fi înlăturat printr-un vot de neîncredere. Constituția prevede democrația cu mai multe partide cu singura interdicție împotriva partidelor înființate din motive etnice, de gen, regionale sau religioase.
Constituția afirmă că Mali aderă la Declarația universală a drepturilor omului și la Carta africană a drepturilor omului și a popoarelor. Aceasta garantează dreptul la grevă și independența sistemului judiciar. Curtea Constituțională decide dacă legile respectă Constituția și garantează libertățile și drepturile fundamentale ale poporului din Mali.